# ماتیلد ریویر
ماتیلد ریویر (به انگلیسی: Mathilde Rivière؛ زادهٔ ۱۸ دسامبر ۱۹۸۹) یک کشتی‌گیر آزادکار اهل فرانسه است.